# Encyclia flabellata
Encyclia flabellata là một loài thực vật có hoa trong họ Lan. Loài này được (Lindl.) B.F.Thurst. & W.R.Thurst. mô tả khoa học đầu tiên năm 1977.